# Mic Mac du Tillard
Mic Mac du Tillard (née en 2000) est une jument de robe alezane, inscrite au stud-book du Selle français, fille de Cruising et de Quanagra, par Galoubet A. 
Elle est montée en saut d'obstacles par les cavaliers Angelica Augutsson et  David Will.

## Histoire
Elle naît en 2000 à l'élevage du Tillard, situé dans le département du Calvados, en Normandie. Ses débuts en compétition s'effectuent avec les cavaliers français Bernard Mathy et Fabrice Paris. 
Sa carrière est très fructueuse. Elle est révélée par une victoire facile en coupe du monde au  CSI 5*-W de Göteborg en 2011, avec la jeune cavalière Angelica Augutsson, qui participait à son premier Grand Prix. Elle décroche une médaille de bronze par équipes aux championnats d'Europe en 2013 avec la cavalière suédoise Angelica Augustsson, malgré un arrêt de 10 mois fin 2012. Fin 2013, la jument est confiée au cavalier allemand David Will,. Elle remporte le CHIO d'Aix-la-Chapelle le 30 mai 2015.
Ses adieux à la compétition sont célébrés en juillet 2017 au Paris Eiffel Jumping, sous la Tour Eiffel en présence de ses deux cavaliers internationaux et de son éleveuse, à l'occasion de cette étape du Global Champions Tour. Elle est désormais devenue poulinière dans son élevage de naissance.

## Descendance
Mic Mac du Tillard a été inséminée en 2017, puis trois transferts d'embryon effectués, mais seul l'embryon issu de Diamant de Semilly s'est implanté.